# Villa San Justo
Villa San Justo o San Justo es un municipio del distrito Molino del departamento Uruguay, en la provincia de Entre Ríos, República Argentina. El municipio comprende la localidad del mismo nombre y un área rural. Se encuentra a 11 km de la localidad de Pronunciamiento, a 6 de la localidad de Caseros y a 25 km de Concepción del Uruguay. 

## Historia

### Antecedentes
Después del asesinato de Justo José de Urquiza en 1870 la guerra dejó desbastados y abandonados los campos, los hombres se refugiaron en los tupidos montes y en las islas cercanas, y ante tantas adversidades hubo perdidas de bienes y paralización del trabajo. Su viuda, Dolores Costa de Urquiza, decidió fundar una colonia agrícola  en las tierras aledañas a su residencia del Palacio San José.

### Ubicación de la Colonia
La colonia Caseros se extendió desde el Palacio San José unos quince kilómetros hacia el este o sea hacia la ciudad de Concepción del Uruguay, unidos ambos por el denominado Camino Real de cincuenta metros de ancho (hoy ruta 24) que dividía en dos la colonia, la parte sur y la del norte. Él límite de este último lado era el arroyo Renoval, y se extendía desde el río Gualeguaychú hasta el arroyo Molino y siguiendo este rumbo a seis leguas de distancia se encuentra la importante colonia San José.

### La instalación
En mayo de 1874 llegaron a Concepción del Uruguay algunos colonos en misión de inspeccionar el terreno. La colonia se pobló con los inmigrantes que en forma masiva arribaban a los puertos de Buenos Aires y Montevideo provenientes de Europa, especialmente italianos y franceses. Los primeros contingentes de colonos comenzaron a llegar a fines de junio y fueron alojados en construcciones precarias anexas al Palacio San José. A principios de septiembre de 1874 la primera familia de colonos tomó posesión de su lote de terreno.
Cada jefe de familia debió firmar un contrato con la propietaria y se le entregaba una concesión de 25 hectáreas mensuradas y cercadas, 4 bueyes, 2 vacas lecheras, 1 caballo, útiles de labrar, semillas, además de la manutención por un año. El precio de cada concesión era de trescientos cincuenta pesos en el primer año, a pagarse en tres con el 10% de interés anual a partir del segundo año. Una vez pagada la primera concesión, podían adquirir otra, se le rebajaba 50 pesos a los que no pidieran los adelantos estipulados y el 18 % a los que pagaran al contado. En el contrato que firmaron los colonos se especificaba la plantación de eucaliptos dentro de sus concesiones y en enero de 1876 la propietaria dispone la plantación de esta especie además de, álamos y paraísos para que adornaran la calle principal de la colonia colocando el mayor número de árboles que se pueda, disponiendo de los que existen en el jardín del Palacio con ese objetivo.

### La villa
La Colonia llevaba ya doce años de vida cuando contaba con cerca de mil habitantes. En su centro, se había reservado el terreno que sería la plaza, alrededor de la que comenzaban a surgir ciertas casas de negocios y de particulares (Villa). Donde allí concurrían los colonos los días festivos para realizar sus transacciones comerciales y tratar los problemas vinculados con la comunidad. Fue en los momentos en los que se creyó conveniente tramitar por parte de Dolores, la creación de una municipalidad; que luego de trámites y peticiones nunca llegaría a concretarse. Cabe mencionar, que la economía de la colonia dependía de las buenas cosechas de trigo y de maíz, como así también de la explotación del ganado vacuno y equino. Para este entonces la colonia contaba con escuela, una botica, comisaría, herrería, una destilería, panadería, alcaldía y posteriormente el trazado del ferrocarril con la tentativa de la instalación del telégrafo.

### El pueblo
Tres años después (1889) la señora de Urquiza eleva otra petición al Gobierno de la Provincia. Pedía se declarara la Villa como el pueblo de San Justo que ya se había formado en el centro de la colonia o sea en el lugar del emplazamiento de la plaza que ya llevaba el nombre de General Urquiza. Presentaba para el caso el plano de traza y subdivisión del pueblo (23 manzanas a ambos lados del Bulevar o Camino Real) cuya creación había sido autorizada por ley del 3 de marzo de 1880. Para constatarla, el fiscal derivó la solicitud al Departamento Topográfico. Opinó este que el Pueblo no estaba trazado exactamente como lo determinaba la ley del 3 de marzo de 1875 en lo referente al rumbo de sus calles (se había trazado tan solo un bulevar de Este a Oeste magnético en vez de dos que se cortaran en ángulo recto y cuya intersección debía ser el centro de la plaza), pero como la colonia era anterior a dicha ley, no podía valer ésta para el caso.

## Educación
- Instituto Agrotécnico "San José Obrero".
- Escuela Secundaria N.º 21 "Tierras del General".
- Escuela Primaria N.º 10 "Dolores Costa De Urquiza".
- Escuela de Educación Técnica N.º 7-Anexo Formación Profesional San Justo.

Tras el notable crecimiento poblacional que experimentó la provincia de Entre Ríos en el aluvión inmigratorio a fines del siglo XIX, el Consejo General de Educación en 1903 realizó un diagnóstico de la situación escolar y en particular edilicia de los distintos departamentos de la provincia.
El 12 de junio de 1904 se llevó a cabo la licitación para 42 escuelas rurales, entre ellas la nueva escuela en la localidad de San Justo. Ésta se realizó en un terreno de 50.000 m. La propiedad fue donada por J.J de Urquiza y Costa.
El nuevo edificio constaba inicialmente con un aula grande, un jardín y dos sanitarios.De las dos viviendas existentes, una fue destinada a direcciÓn y vivienda del maestro y la restante fue utilizada como aula.
La construcción finalizó a fines de marzo de 1905, comenzando así el primer ciclo lectivo el 3 de mayo de ese mismo año.
La escuela recibió el nombre de Dolores Costa de Urquiza, en homenaje a quien no solamente había participado en la fundación de la villa, sino también a través de cuya gestión,la escuela para los colonos fue una realidad.

## Economía
Se destaca como actividad industrial a la actividad frigorífica avícola, con una planta de faena y procesamiento de aves que emplea a más de 300 personas. La industria maderera también es destacable. La ciudad cuenta con un parque industrial en las afueras de la misma con instalaciones aptas para la radicación de fábricas.

## Parroquias de la Iglesia católica en San Justo
| Diócesis   | Gualeguaychú                  |
| ---------- | ----------------------------- |
| Parroquias | Nuestra Señora de los Dolores |